# Thế vận hội Trẻ Mùa hè 2014
Thế vận hội Trẻ Mùa hè 2014 (tên gọi chính thức là Thế vận hội Trẻ Mùa hè lần thứ II) là Thế vận hội Trẻ Mùa hè lần thứ hai, một lễ hội văn hóa, giáo dục và thể thao quốc tế quốc tế dành cho thanh thiếu niên, được tổ chức từ ngày 16 tới 28 tháng 8 năm 2014 tại Nam Kinh, Trung Quốc.

## Quá trình vận động đăng cai
Ủy ban Olympic quốc tế khởi xướng Thế vận hội Trẻ vào tháng 7 năm 2007. Thành phố chủ nhà của kỳ năm 2014 đựa lựa chọn vào ngày 10 tháng 2 năm 2010, trong Phiên họp IOC 2010 tại Vancouver.  Đây là kỳ Thế vận hội Trẻ đầu tiên được lựa chọn bởi một Phiên họp IOC. Lựa chọn chủ nhà cho Thế vận hội Trẻ Mùa hè 2010 và Thế vận hội Trẻ Mùa đông 2012 được thông qua việc gửi phiếu bầu của các thành viên IOC.
| Thành phố | Tên NOC    | Phiếu |
| Nam Kinh  | Trung Quốc | 47    |
| Poznań    | Ba Lan     | 42    |

- Tháng Tư 2009 – NOCs thông báo cho IOC tên các Thành phố Ứng cử viên YOG.  (Được chuyển từ tháng 2 năm 2009 sau khi một vài NOCs yêu cầu thêm thời gian chuẩn bị)[2]
- Tháng Chín 2009 – Gửi các Tài liệu Ứng cử, Tài liệu đảm bảo, tài liệu hình ảnh và thi công
- Tháng Mười hai 2009 – Danh sách thành phố ứng cử rút gọn được đưa ra bởi Ban chấp hành IOC
- Tháng Hai 2010 – Bầu và thông báo thành phố chủ nhà của Thế vận hội Trẻ Mùa hè lần thứ 2 tại Phiên họp IOC thứ 122 tại Vancouver (trước Thế vận hội Mùa đông 2010)[3]

Lele, linh vật chính thức.

## Biểu trưng
Giống như các sự kiện Olympic khác, Thế vận hội Trẻ Mùa hè 2014 cũng có biểu trưng riêng. 
Biểu trưng bao gồm ba phần. Chữ "NANJING" nhiều màu mô phỏng hình ảnh cổng của Nam Kinh và đặc trưng của một vài ngôi nhà Giang Nam. Những màu sắc khác nhau cũng tượng trưng cho tinh thần tràn đầy năng lượng thanh niên.

## Địa điểm thi đấu
Tất cả các địa điểm thi đấu nằm trong bốn khu vực thuộc Nam Kinh. Tất cả các địa điểm trừ đường đua xe đạp, thuyền buồm và địa điểm ba môn phối hợp, đều là tạm thời.
Trung tâm thể thao Olympic Nam Kinh là nơi diễn ra lễ khai mạc và bế mạc.
| Quận        | Địa điểm thi đấu                                                                      | Hình             | Môn                                                                        | Sức chứa |
| ----------- | ------------------------------------------------------------------------------------- | ---------------- | -------------------------------------------------------------------------- | -------- |
| Cổ Lâu      | Nhà thi đấu Long Giang                                                                |                  | Judo, Vật                                                                  |          |
| Cổ Lâu      | Trung tâm thể thao Ngũ Đài sơn                                                        |                  | Bóng rổ, Bóng đá, Bóng bàn                                                 |          |
| Giang Ninh  | Cơ sở đào tạo thể thao Phòng Sơn                                                      |                  | Bắn cung, Bắn súng                                                         |          |
| Giang Ninh  | Trung tâm thể thao Giang Ninh                                                         |                  | Bóng đá, Bóng ném                                                          |          |
| Giang Ninh  | Địa điểm thuyền buồm hồ Kim Ngưu                                                      |                  | Thuyền buồm                                                                |          |
| Kiến Nghiệp | Trung tâm Expo quốc tế Nam Kinh                                                       |                  | Quyền Anh, Đấu kiếm, Năm môn phối hợp hiện đại, Taekwondo, Cử tạ           |          |
| Kiến Nghiệp | Trung tâm thể thao Olympic Nam Kinh                                                   |                  | Thể thao dưới nước, Điền kinh, Thể dục dụng cụ, Năm môn phối hợp hiện đại  | 60,000   |
| Phổ Khấu    | Công viên rừng quốc gia Lao Sơn                                                       |                  | Xe đạp                                                                     |          |
| Phổ Khấu    | Công viên thể thao Olympic trẻ                                                        |                  | Bóng chuyền bãi biển, Xe đạp, Khúc côn cầu trên cỏ, Bóng bầu dục bảy người |          |
| Huyền Vũ    | Học viện thể thao Nam Kinh                                                            |                  | Cầu lông, Quần vợt                                                         |          |
| Huyền Vũ    | Địa điểm cưỡi ngựa Tân Trang, thường được gọi là Trung tâm triển lãm quốc tế Nam Kinh |                  | Cưỡi ngựa                                                                  |          |
| Huyền Vũ    | Công viên hồ Huyền Vũ                                                                 |                  | Ba môn phối hợp                                                            |          |
| Huyền Vũ    | Địa điểm đua thuyền Rowing-Canoeing hồ Huyền Vũ                                       | Canoeing, Rowing |                                                                            |          |
| Huyền Vũ    | Câu lạc bộ golf quốc tế Trung Sơn                                                     |                  | Golf                                                                       |          |

## Lễ rước đuốc
Ngọn đuốc Thế vận hội Trẻ được thiết kế bởi Vatti Corporation Ltd. Ngọn đuốc được gọi là "Cánh cổng hạnh phúc". Một cấu trúc giống như một cổng thành ở trên phần đỉnh của ngọn đuốc và màu xanh của ngọn đuốc tượng trưng cho sự yên tĩnh thanh bình của Nam Kinh. Trường Giang chảy bên cạnh Nam Kinh được tượng trưng bởi các đường sọc bên tay cầm ngọn đuốc. Ngọn đuốc được cho là có khả năng chống lại tốc độ gió 11 m/s, lượng mưa rơi 50mm/h, độ cao lên tới 4500m và mức nhiệt độ từ -15˚C tới 45˚C.
Sau lễ thắp đuốc Olympic truyền thống tại Athens, Hy Lạp ngày 30 tháng 4 năm 2014 ở Sân vận động Panathenaic nơi diễn ra Thế vận hội đầu tiên. Bốn vận động viên trẻ của Hy Lạp và Trung Quốc tham gia vào một lễ rước nhỏ.
Lễ rước đuốc được chia làm hai phần. Phần thứ nhất là một lễ rước đuốc kỹ thuật số nơi mọi người tải về một ứng dụng để tham gia vào lễ rước đuốc thông qua một tương tác gọi là "Give Me Fire". Khi sử dụng tính năng này người dùng có thể truyền ngọn lửa Thế vận hội Trẻ tới bạn bè bằng việc chạm các thiết bị của họ với nhau. Lễ rước đuốc đi qua 258 địa điểm trực tuyến khác nhau từ 204 NOCs tham dự trong 98 ngày.
Sau lễ rước đuốc kỹ thuật số là bắt đầu lễ rước đuốc thật ở Nam Kinh trong 10 ngày. 104 người cầm đuốc, chủ yếu tập trung vào người trẻ bao gồm các cá nhân từ thể thao, văn hóa, truyền thông, tình nguyện viên và Ủy ban Olympic quốc tế. Những người cầm đuốc đáng chú ý bao gồm người hai lần vô địch Olympic Lâm Đan, huy chương vàng đấu kiếm Olympic 2008 Zhong Man, giám đốc Chen Weiya và nhạc sĩ Bian Liunian.

## Môn thi đấu
Đây là danh sách dự kiến của chương trình thi đấu được lấy từ giới thiệu chung của Thế vận hội Trẻ Mùa hè lần thứ 2 năm 2014. Golf và bóng bầu dục bảy người được đưa vào lần đầu tiên. Bóng chuyền bãi biển thay thế bóng chuyền trong nhà và thay đổi thể thức các môn khác như khúc côn cầu trên cỏ giới thiệu phiên bản 5 người. Các nội dung mới được giới thiệu như việc thêm nội dung đôi nam nữ vào.
- Thể thao dưới nước
  -  Nhảy cầu (5) (chi tiết)

- -  Bơi (36) (chi tiết)

- Bắn cung (3) (chi tiết)

- Điền kinh (37) (chi tiết)

- Cầu lông (3) (chi tiết)

- Bóng rổ (4) (chi tiết)

- Bóng chuyền bãi biển (2) (chi tiết)

- Quyền Anh (13) (chi tiết)

- Canoeing (8) (chi tiết)

- Xe đạp (3) (chi tiết)

- Cưỡi ngựa (2) (chi tiết)

- Đấu kiếm (7) (chi tiết)

- Khúc côn cầu trên cỏ (2) (chi tiết)

- Bóng đá (2) (chi tiết)

- Golf (3) (chi tiết)

- Thể dục dụng cụ  (chi tiết)

- - Thể dục nghệ thuật (12)
  - Thể dục nhịp điệu (2)
  - Nhảy đệm lò xo (2)
- Bóng ném (2) (chi tiết)

- Judo (9) (chi tiết)

- Năm môn phối hợp hiện đại (3) (chi tiết)

- Chèo thuyền (4) (chi tiết)

- Bóng bầu dục bảy người (2) (chi tiết)

- Thuyền buồm (4) (chi tiết)

- Bắn súng (6) (chi tiết)

- Bóng bàn (3) (chi tiết)

- Taekwondo (10) (chi tiết)

- Quần vợt (5) (chi tiết)

- Ba môn phối hợp (3) (chi tiết)

- Cử tạ (11) (chi tiết)

- Vật (14) (chi tiết)

### Môn biểu diễn
Các môn biểu diễn tại đại hội:
- Leo núi thể thao  (chi tiết)

- Trượt tốc độ inline  (chi tiết)

- Trượt ván  (chi tiết)

- Wushu  (chi tiết)

### Bảng tổng sắp huy chương
NYOGOC không đưa ra bảng tổng sắp chính thức. Việc xếp hạng dưới đây dựa trên thông tin cung cấp bởi IOC và quy ước mà IOC sử dụng khi công bố bảng tổng sắp huy chương. Đối với bản đầy đủ, xem ở phần xem thêm.
Huy chương được giành bởi một đội có các vận động viên đến từ hơn một Ủy ban Olympic quốc gia sẽ được tính vào đội hỗn hợp. Có tám nội dung có sự tham dự của các đội hỗn hợp và có tất cả 25 huy chương ở các nội dung đó bao gồm hai huy chương đồng judo được giành bởi các đội hỗn hợp. Các huy chương khác được giành trong các nội dung có sự góp mặt của các đội hỗn hợp và các đội đại diện bởi một NOC. Đội hỗn hợp không xếp hạng
Bên cạnh đội hỗn hợp, dưới đây là mười NOC dẫn đầu. Trung Quốc (đánh dấu), là nước chủ nhà, cũng tính trong bảng.
| Hạng                | NOC                 | Vàng | Bạc | Đồng | Tổng số |
| ------------------- | ------------------- | ---- | --- | ---- | ------- |
| 1                   | Trung Quốc          | 38   | 13  | 14   | 65      |
| 2                   | Nga                 | 27   | 19  | 11   | 57      |
| –                   | Các NOC kết hợp     | 13   | 12  | 14   | 39      |
| 3                   | Hoa Kỳ              | 10   | 5   | 7    | 22      |
| 4                   | Pháp                | 8    | 3   | 9    | 20      |
| 5                   | Nhật Bản            | 7    | 9   | 5    | 21      |
| 6                   | Ukraina             | 7    | 8   | 8    | 23      |
| 7                   | Ý                   | 7    | 8   | 6    | 21      |
| 8                   | Hungary             | 6    | 6   | 11   | 23      |
| 9                   | Brasil              | 6    | 6   | 1    | 13      |
| 10                  | Azerbaijan          | 5    | 6   | 1    | 12      |
| 11–87               | Các nước còn lại    | 90   | 125 | 153  | 368     |
| Tổng số (87 đơn vị) | Tổng số (87 đơn vị) | 224  | 220 | 240  | 684     |

## Lịch thi đấu
Tất cả theo giờ BJT (UTC+8)
222 nội dung được diễn ra tại Thế vận hội Trẻ 2014.
| ● | Lễ khai mạc | ● | Vòng loại các nội dung | ● | Vòng chung kết các nội dung | ● | Lễ bế mạc |

| Tháng 8                       | 14 Năm | 15 Sáu | 16 Bảy | 17 CN | 18 Hai | 19 Ba | 20 Tư | 21 Năm | 22 Sáu | 23 Bảy | 24 CN | 25 Hai | 26 Ba | 27 Tư | 28 Năm | Nội dung |
| ----------------------------- | ------ | ------ | ------ | ----- | ------ | ----- | ----- | ------ | ------ | ------ | ----- | ------ | ----- | ----- | ------ | -------- |
| Nghi lễ                       |        |        | ●      |       |        |       |       |        |        |        |       |        |       |       | ●      |          |
| Thể thao dưới nước (Nhảy cầu) |        |        |        |       |        |       |       |        |        | 1      | 1     | 1      | 1     | 1     |        | 5        |
| Thể thao dưới nước (Bơi)      |        |        |        | 3     | 8      | 5     | 7     | 4      | 9      |        |       |        |       |       |        | 36       |
| Bắn cung                      |        |        |        |       |        |       |       |        | ●      | ●      | 1     | 1      | 1     |       |        | 3        |
| Điền kinh                     |        |        |        |       |        |       | ●     | ●      | ●      | 13     | 12    | 11     | 1     |       |        | 37       |
| Cầu lông                      |        |        |        | ●     | ●      | ●     | ●     | ●      | 3      |        |       |        |       |       |        | 3        |
| Bóng rổ                       |        |        |        |       | ●      | ●     | ●     | 2      | ●      | ●      | ●     | ●      | 2     |       |        | 4        |
| Bóng chuyền bãi biển          |        |        |        | ●     | ●      | ●     |       | ●      | ●      |        | ●     | ●      | 1     | 1     |        | 2        |
| Quyền Anh                     |        |        |        |       |        |       |       |        |        | ●      | ●     | ●      | 3     | 10    |        | 13       |
| Canoeing                      |        |        |        |       |        |       |       |        |        | ●      | 4     |        | ●     | 4     |        | 8        |
| Xe đạp                        |        |        |        | ●     | ●      | ●     | ●     |        | 2      |        | 1     |        |       |       |        | 3        |
| Cưỡi ngựa                     |        |        |        |       |        | ●     | 1     | ●      | ●      | ●      | 1     |        |       |       |        | 2        |
| Đấu kiếm                      |        |        |        | 2     | 2      | 2     | 1     |        |        |        |       |        |       |       |        | 7        |
| Khúc côn cầu trên cỏ          |        |        |        | ●     | ●      | ●     | ●     | ●      |        | ●      | ●     | ●      | 1     | 1     |        | 2        |
| Bóng đá                       | ●      | ●      |        | ●     | ●      |       | ●     | ●      |        | ●      | ●     | ●      | 1     | 1     |        | 2        |
| Golf                          |        |        |        |       |        | ●     | ●     | 2      |        |        | ●     | ●      | 1     |       |        | 3        |
| Thể dục dụng cụ               |        |        |        | ●     | ●      | 1     | 1     | 1      | 1      | 5      | 5     |        | ●     | 2     |        | 16       |
| Bóng ném                      |        |        |        |       |        |       | ●     | ●      | ●      |        | ●     | 2      |       |       |        | 2        |
| Judo                          |        |        |        | 3     | 3      | 2     |       | 1      |        |        |       |        |       |       |        | 9        |
| Năm môn phối hợp hiện đại     |        |        |        |       |        |       |       |        | ●      | 1      | 1     |        | 1     |       |        | 3        |
| Rowing                        |        |        |        | ●     | ●      | ●     | 4     |        |        |        |       |        |       |       |        | 4        |
| Bóng bầu dục bảy người        |        |        |        | ●     | ●      | ●     | 2     |        |        |        |       |        |       |       |        | 2        |
| Thuyền buồm                   |        |        |        |       | ●      | ●     | ●     |        | ●      | 4      |       |        |       |       |        | 4        |
| Bắn súng                      |        |        |        | 1     | 1      | 1     | 1     | 1      | 1      |        |       |        |       |       |        | 6        |
| Bóng bàn                      |        |        |        | ●     | ●      | ●     | 2     | ●      | ●      | 1      |       |        |       |       |        | 3        |
| Taekwondo                     |        |        |        | 2     | 2      | 2     | 2     | 2      |        |        |       |        |       |       |        | 10       |
| Quần vợt                      |        |        |        | ●     | ●      | ●     | ●     | ●      | ●      | 2      | 3     |        |       |       |        | 5        |
| Ba môn phối hợp               |        |        |        | 1     | 1      |       |       | 1      |        |        |       |        |       |       |        | 3        |
| Cử tạ                         |        |        |        | 2     | 2      | 2     |       | 2      | 2      | 1      |       |        |       |       |        | 11       |
| Vật                           |        |        |        |       |        |       |       |        |        |        |       | 5      | 4     | 5     |        | 14       |
| Huy chương vàng theo ngày     |        |        |        | 14    | 19     | 15    | 21    | 16     | 18     | 28     | 29    | 20     | 17    | 25    |        | 222      |
| Tổng số huy chương vàng       |        |        |        | 14    | 33     | 48    | 69    | 85     | 103    | 131    | 160   | 180    | 197   | 222   |        | 222      |
| Tháng 8                       | 14 Năm | 15 Sáu | 16 Bảy | 17 CN | 18 Hai | 19 Ba | 20 Tư | 21 Năm | 22 Sáu | 23 Bảy | 24 CN | 25 Hai | 26 Ba | 27 Tư | 28 Năm | Nội dung |

## Các quốc gia tham dự
203 trên tổng số 204 quốc gia tham dự. Cả Sierra Leone và Nigeria đều dự kiến tham dự, nhưng ngày 13 tháng 8 năm 2014 cả hai quốc gia rút lui do ấp lực từ chính phủ Trung Quốc trong việc ngăn chặn Ebola từ Tây Phi xâm nhập vào nước họ. Ngày 15 tháng 8 năm 2014 Liberia cũng rút lui cùng với hai vận động viên Guinea bị cấm bởi Ủy ban Olympic quốc tế (IOC) do những môn họ tham gia (judo và bơi) có thể gây nguy hiểm cho các vận động viên khác. Một vận động viên đến từ Nam Sudan tranh tài dưới là cờ Olympic do họ chưa có một Ủy ban Olympic quốc gia. Mười quốc gia tham dự đông nhất là Trung Quốc (với 123), Brasil (97), Hoa Kỳ (92), Úc (89), Nga (88), Đức (85), Ai Cập (83), Pháp (82), Nhật Bản (78), và Mexico (78).
- Afghanistan (1)
- Albania (5)
- Algérie (33)
- Samoa thuộc Mỹ (5)
- Andorra (10)
- Angola (15)
- Antigua và Barbuda (5)
- Argentina (60)
- Armenia (14)
- Aruba (4)
- Úc (89)
- Áo (33)
- Azerbaijan (21)
- Bahamas (14)
- Bahrain (5)
- Bangladesh (13)
- Barbados (8)
- Belarus (35)
- Bỉ (33)
- Belize (3)
- Bénin (5)
- Bermuda (7)
- Bhutan (2)
- Bolivia (7)
- Bosna và Hercegovina (6)
- Botswana (8)
- Brasil (97)
- Quần đảo Virgin thuộc Anh (8)
- Brunei (3)
- Bulgaria (27)
- Burkina Faso (3)
- Burundi (8)
- Campuchia (3)
- Cameroon (3)
- Canada (72)
- Cabo Verde (20)
- Quần đảo Cayman (5)
- Trung Phi (2)
- Tchad (2)
- Chile (15)
- Trung Quốc (chủ nhà) (123)
- Colombia (34)
- Comoros (4)
- Cộng hòa Congo (8)
- Cộng hòa Dân chủ Congo (4)
- Quần đảo Cook (4)
- Costa Rica (3)
- Croatia (24)
- Cuba (12)
- Síp (6)
- Cộng hòa Séc (37)
- Đan Mạch (15)
- Djibouti (5)
- Dominica (2)
- Cộng hòa Dominica (10)
- Ecuador (19)
- Ai Cập (83)
- El Salvador (8)
- Guinea Xích Đạo (2)
- Eritrea (3)
- Estonia (17)
- Ethiopia (15)
- Micronesia (4)
- Fiji (26)
- Phần Lan (14)
- Pháp (82)
- Gabon (3)
- Gambia (2)
- Gruzia (12)
- Đức (85)
- Ghana (10)
- Anh Quốc (33)
- Hy Lạp (22)
- Grenada (4)
- Guam (8)
- Guatemala (20)
- Guinée (4)
- Guiné-Bissau (2)
- Guyana (4)
- Haiti (3)
- Honduras (21)
- Hồng Kông (18)
- Hungary (57)
- Iceland (20)
- Ấn Độ (32)
- Indonesia (27)
- Vận động viên Olympic độc lập (1)
- Iran (16)
- Iraq (5)
- Ireland (16)
- Israel (14)
- Ý (68)
- Bờ Biển Ngà (4)
- Jamaica (20)
- Nhật Bản (78)
- Jordan (6)
- Kazakhstan (51)
- Kenya (24)
- Kiribati (3)
- CHDCND Triều Tiên (6)
- Hàn Quốc (74)
- Kuwait (5)
- Kyrgyzstan (7)
- Lào (2)
- Latvia (13)
- Liban (4)
- Lesotho (7)
- Libya (3)
- Liechtenstein (1)
- Litva (21)
- Luxembourg (4)
- Macedonia (5)
- Madagascar (3)
- Malawi (5)
- Malaysia (20)
- Maldives (3)
- Mali (4)
- Malta (4)
- Quần đảo Marshall (4)
- Mauritanie (3)
- Mauritius (4)
- México (78)
- Moldova (11)
- Monaco (1)
- Mông Cổ (5)
- Montenegro (5)
- Maroc (15)
- Mozambique (3)
- Myanmar (4)
- Namibia (30)
- Nauru (2)
- Nepal (2)
- Hà Lan (41)
- New Zealand (50)
- Nicaragua (4)
- Niger (4)
- Na Uy (31)
- Oman (3)
- Pakistan (12)
- Palau (3)
- Palestine (4)
- Panama (8)
- Papua New Guinea (24)
- Paraguay (10)
- Perú (40)
- Philippines (7)
- Ba Lan (59)
- Bồ Đào Nha (21)
- Puerto Rico (23)
- Qatar (21)
- România (41)
- Nga (88)
- Rwanda (11)
- Saint Kitts và Nevis (3)
- Saint Lucia (6)
- Saint Vincent và Grenadines (4)
- Samoa (2)
- San Marino (3)
- São Tomé và Príncipe (4)
- Ả Rập Xê Út (5)
- Sénégal (6)
- Serbia (24)
- Seychelles (3)
- Singapore (18)
- Slovakia (38)
- Slovenia (48)
- Somalia (2)
- Quần đảo Solomon (3)
- Nam Phi (55)
- Tây Ban Nha (66)
- Sri Lanka (9)
- Sudan (5)
- Suriname (6)
- Eswatini (4)
- Thụy Điển (33)
- Thụy Sĩ (19)
- Syria (9)
- Đài Bắc Trung Hoa (47)
- Tajikistan (8)
- Tanzania (4)
- Thái Lan (37)
- Đông Timor (2)
- Togo (3)
- Tonga (3)
- Trinidad và Tobago (11)
- Tunisia (50)
- Thổ Nhĩ Kỳ (41)
- Turkmenistan (3)
- Tuvalu (3)
- Uganda (6)
- Ukraina (58)
- UAE (4)
- Hoa Kỳ (92)
- Uruguay (22)
- Uzbekistan (28)
- Vanuatu (21)
- Venezuela (59)
- Việt Nam (13)
- Quần đảo Virgin thuộc Mỹ (5)
- Yemen (3)
- Zambia (24)
- Zimbabwe (10)

## Chương trình văn hóa và giáo dục
Thế vận hội Trẻ kết hợp một Chương trình Văn hóa và Giáo dục, bao gồm một loạt các hoạt động văn hóa và giáo dục cho giới trẻ. Thế vận hội Trẻ gồm kinh nghiệm giáo dục dựa trên các giá trị Olympic thúc đẩy lối sống lành mạnh và cho phép các vận động viên trẻ trở thành người làm tròn bổn phận với "tinh thần thật thể thao đích thực"." Các vận động viên nổi tiếng và "các chuyên gia quốc tế" hương dẫn những người trẻ tham gia. Chương trình kết hợp "các truyền thống Olympic (như lễ rước đuốc) với các nền tảng đa văn hóa để truyền tải tinh thần Olympic."

### Vận động viên kiểu mẫu
Ngày 17 tháng 3 năm 2014 có 37 vận động viên từ 28 môn Olympic được IOC lựa chọn để làm hình mẫu tại Thế vận hội Trẻ 2014. Các vận động viên sẽ hỗ trợ, cố vấn và đưa ra những lời tư vấn cho các vận động viên Olympic trẻ. Là một vận động viên kiểu mẫu họ sẽ tham gia vào các hoạt động và hội thảo "trò chuyện cùng nhà vô địch". Ngày 9 tháng 4 năm 2014 và 22 tháng 4 năm 2014 cầu thủ bóng đá Simone Farina và vận động viên bơi Patrick Murphy được bổ nhiệm là người thứ 38 và 39.
| Môn                              | Vận động viên kiểu mẫu  | NOC               | Thế vận hội đã tham dự                   |
| -------------------------------- | ----------------------- | ----------------- | ---------------------------------------- |
| Thể thao dưới nước (Nhảy cầu)    | Minxia Wu               | Trung Quốc        | 2004, 2008, 2012                         |
| Thể thao dưới nước (Bơi)         | Patrick Murphy          | Úc                | 2004, 2008                               |
| Bắn cung                         | Khatuna Lorig           | Hoa Kỳ            | 1992, 1996, 2000, 2008, 2012[a]          |
| Điền kinh                        | Dwight Phillips         | Hoa Kỳ            | 2000, 2004                               |
| Điền kinh                        | Kajsa Bergqvist         | Thụy Điển         | 1996, 2000                               |
| Điền kinh                        | Liu Xiang               | Trung Quốc        | 2004, 2008, 2012                         |
| Cầu lông                         | Nathan Robertson        | Anh Quốc          | 2000, 2004, 2008                         |
| Cầu lông                         | Cheng Wen Hsing         | Đài Bắc Trung Hoa | 2004, 2008, 2012                         |
| Bóng rổ                          | Jorge Garbajosa         | Tây Ban Nha       | 2000, 2004, 2008                         |
| Bóng rổ                          | Anna Arkhipova          | Nga               | 2000, 2004                               |
| Quyền Anh                        | Ren Cancan              | Trung Quốc        | 2012                                     |
| Canoeing (Nước rút)              | Lisa Carrington         | New Zealand       | 2012                                     |
| Xe đạp (Lòng chảo)               | Frédéric Magné          | Pháp              | 1988, 1992, 1996, 2000                   |
| Cưỡi ngựa (Nhảy ngựa)            | Samantha Lam            | Hồng Kông         | 2008                                     |
| Đấu kiếm                         | Lei Sheng               | Trung Quốc        | 2008, 2012                               |
| Đấu kiếm                         | Miles Chamley-Watson    | Hoa Kỳ            | 2012                                     |
| Bóng đá                          | Simone Farina           | Ý                 |                                          |
| Bóng đá                          | Tôn Văn                 | Trung Quốc        | 1996, 2000                               |
| Golf                             | Grace Park              | Hàn Quốc          |                                          |
| Thể dục dụng cụ (Nghệ thuật)     | Jani Tanskanen          | Phần Lan          |                                          |
| Thể dục dụng cụ (Nghệ thuật)     | Elizabeth Tweddle       | Anh Quốc          | 2004, 2008, 2012                         |
| Thể dục dụng cụ (Nhịp điệu)      | Luboŭ Čarkašyna         | Belarus           | 2012                                     |
| Thể dục dụng cụ (Nhảy đệm lò xo) | Nuno Merino             | Bồ Đào Nha        | 2004                                     |
| Bóng ném                         | Alexandra do Nascimento | Brasil            | 2004, 2008, 2012                         |
| Khúc côn cầu trên cỏ             | Teun de Nooijer         | Hà Lan            | 1996, 2000, 2004, 2008, 2012             |
| Judo                             | Lucie Decosse           | Pháp              | 2004, 2008, 2012                         |
| Năm môn phối hợp hiện đại        | Amelie Caze             | Pháp              | 2004, 2008, 2012                         |
| Rowing                           | Erin Cafaro             | Hoa Kỳ            | 2008, 2012                               |
| Bóng bầu dục bảy người           | Heather Moyse           | Canada            | 2006, 2010, 2014[b]                      |
| Thuyền buồm                      | Juan Perdomo            | Puerto Rico       |                                          |
| Bắn súng                         | Ivana Maksimovic        | Serbia            | 2012                                     |
| Bóng bàn                         | Jorgen Persson          | Thụy Điển         | 1988, 1992, 1996, 2000, 2004, 2008, 2012 |
| Bóng bàn                         | Wang Liqin              | Trung Quốc        | 2000, 2004, 2008                         |
| Taekwondo                        | Wu Jingyu               | Trung Quốc        | 2008, 2012                               |
| Quần vợt                         | Paradorn Srichaphan     | Thái Lan          | 2000, 2004                               |
| Ba môn phối hợp                  | Emma Snowsill           | Úc                | 2008                                     |
| Bóng chuyền (Bãi biển)           | Zhang Xi                | Trung Quốc        | 2008, 2012                               |
| Cử tạ                            | Kendrick Farris         | Hoa Kỳ            | 2008, 2012                               |
| Vật                              | Icho Kaori              | Nhật Bản          | 2004, 2008, 2012                         |

- a  Khatuna Lorig thi đấu cho Đội tuyển Thống nhất năm 1992 và Georgia năm 1996 và 2000.
- b  Heather Moyse tham dự môn Xe trượt lòng chảo tại Thế vận hội Mùa đông 2006, 2010 và 2014.

### Đại sứ trẻ
Tổng cộng 104 người được lựa chọn bởi Ủy ban Olympic quốc gia của họ để làm đại sứ trẻ. Đại sứ trẻ là những người có độ tuổi từ 18 tới 25 và là vận động viên, huấn luyện viên, sinh viên hoặc những chuyên gia trẻ chứng minh giá trị của Olympic và truyền cảm hứng cũng như trao quyền cho những người trẻ tuổi làm điều tương tự.
Vai trò chính của Đại sứ trẻ là thúc đẩy Thế vận hội Trẻ trên quốc gia họ và khuyến khích các vận động viên của quốc gia họ với những người từ các nền văn hóa thể thao khác nhau và tham gia vào các hoạt động và hội thảo.
Một buổi hội thảo từ ngày 25–28 tháng 3 năm 2014 để chuẩn bị cho đại sứ cho Thế vận hội Trẻ bằng cách giới thiệu cho họ về văn hóa và các hoạt động ở Nam Kinh.
| NOC                  | Tên                                | Môn                           | Ghi chú                                      |
| -------------------- | ---------------------------------- | ----------------------------- | -------------------------------------------- |
| Algérie              | Abdelmalek Lahoulou                | Điền kinh                     |                                              |
| Angola               | Andreia Miranda Goncalves          | Bơi                           |                                              |
| Argentina            | Jose Ignacio Fossati Ariznabarreta | Quyền Anh                     |                                              |
| Úc                   | Jessica Fox                        | Canoeing Vượt chướng ngại vật | Vận động viên Olympic trẻ 2010, Olympic 2012 |
| Áo                   | Stefan Janisch                     | Trượt ván, Quần vợt           |                                              |
| Azerbaijan           | Arzu Məmmədova                     | Bóng đá                       |                                              |
| Bahamas              | Megan Shepherd                     |                               | Cây viết thể thao                            |
| Bangladesh           | Mohammed Farhadur Rahman           | Bóng rổ, Cricket, Bóng đá     |                                              |
| Barbados             | Ryan O'Neal Brathwaite             |                               | Người làm bánh và trang trí                  |
| Belarus              | Nastasja Špileŭska                 | Quần vợt                      | Nhân viên NOC                                |
| Bỉ                   | Sophie Paris                       | Trượt tuyết leo núi           | Nhân viên NOC                                |
| Bosna và Hercegovina | Edin Branković                     | Trượt băng tốc độ cự li ngắn  |                                              |
| Botswana             | Mothusi Ramaabya                   |                               | Cố vấn và quản lý                            |
| Brasil               | Lara Teixeira                      | Bơi nghện thuật               | Vận động viên Olympic 2008, 2012             |
| Bulgaria             | Damyan Dikov                       | Bóng rổ                       | Huấn luyện viên                              |
| Cameroon             | Prosper Babinne                    | Bóng đá                       | Tình nguyện viên NOC                         |
| Canada               | Dillon Richardson                  | Bóng chày, Bóng rổ            | Nhân viên NOC                                |
| Chile                | Joaquín Ballivián                  | Điền kinh                     | Vận động viên Olympic trẻ 2010               |
| Trung Quốc           | Lu Ting                            |                               | Nhân viên NOC                                |
| Đài Bắc Trung Hoa    | Emily Yeh                          | Quần vợt                      |                                              |
| Colombia             | Juan Sebastian Sanchez Diaz        |                               | Tình nguyện viên Liên đoàn chạy định hướng   |
| Quần đảo Cook        | Tarapiripa Bishop                  | Bóng đá, Netball              |                                              |
| Costa Rica           | Gabriel Zumbado                    | Ba môn phối hợp               | Vận động viên Olympic trẻ 2010               |
| Croatia              | Danijela Grgić                     | Điền kinh                     |                                              |
| Cuba                 | Leydi Laura Moya Lopez             | Năm môn phối hợp hiện đại     | Vận động viên Olympic trẻ 2010               |
| Síp                  | Chrystalleni Trikomiti             | Thể dục nhịp điệu             | Vận động viên Olympic 2012                   |
| Séc                  | Klara Mejdricka                    | Bóng chuyền                   |                                              |
| Đan Mạch             | Ann-Sofie Dalsgaard                | Bóng đá                       | Nhân viên NOC                                |
| Cộng hòa Dominica    | Estefania George                   |                               | Nhân viên NOC                                |
| Ecuador              | Adriana Lastra Cabezas             | Điền kinh                     |                                              |
| Ai Cập               | Mostafa Awadalla                   | Bóng ném                      | Vận động viên Olympic trẻ 2010               |
| Estonia              | Laura-Maria Lehiste                | Judo                          |                                              |
| Ethiopia             | Desalegn Medibaw                   | Bóng đá                       |                                              |
| Fiji                 | Matelita Buadromo                  | Bơi                           | Vận động viên Olympic 2012                   |
| Phần Lan             | Laura Lepisto                      | Trượt băng nghệ thuật         | Vận động viên Olympic 2010                   |
| Pháp                 | Thomas Bouhail                     | Thể dục nghệ thuật            | Vận động viên Olympic 2008                   |
| Đức                  | Marlene Gomez Islinger             | Ba môn phối hợp               | Vận động viên Olympic trẻ 2010               |
| Anh Quốc             | Max Betteridge                     | Bóng đá                       | Huấn luyện viên                              |
| Hy Lạp               | Filippos Papageorgiou              | Cưỡi ngựa                     |                                              |
| Grenada              | Kara Archibald                     | Bơi                           | Huấn luyện viên                              |
| Guatemala            | Gabriela Matus Bonilla             | Điền kinh                     |                                              |
| Haiti                | Sacha Durocher                     | Cưỡi ngựa                     | Huấn luyện viên                              |
| Hồng Kông            | Hoi Shun Stephanie Au              | Bơi                           | Vận động viên Olympic 2008, 2012             |
| Iceland              | Bjarki Benediktsson                | Bóng đá                       | Huấn luyện viên                              |
| Indonesia            | Irham Fadli                        |                               | Tình nguyện viên NOC                         |
| Ireland              | Leah Ewart                         | Khúc côn cầu trên cỏ          | Vận động viên Olympic trẻ 2010               |
| Ý                    | Elisa Santoni                      | Thể dục nhịp điệu             | Vận động viên Olympic 2004, 2008, 2012       |
| Bờ Biển Ngà          | Ruth Gbagbi                        | Taekwondo                     | Vận động viên Olympic trẻ 2010, Olympic 2012 |
| Jamaica              | Kedisha Dallas                     | Điền kinh                     |                                              |
| Nhật Bản             | Yagisawa Ran                       | Khiêu vũ thể thao             |                                              |
| Jordan               | Shaden Adel Thweib                 | Võ tổng hợp                   |                                              |
| Hàn Quốc             | Kim Da Hye                         | Bắn súng                      |                                              |
| Kyrgyzstan           | Saltanat Ibraeva                   |                               | Tình nguyện viên NOC                         |
| Latvia               | Toms Markss                        |                               | Chuyên gia PR Liên đoàn xe đạp Latvia        |
| Liban                | Tony Tarraf                        | Bóng chuyền                   | Giám đốc Liên đoàn bóng chuyền Li băng       |
| Litva                | Gintare Okuleviciute               | Rowing                        |                                              |
| Bắc Macedonia        | Nina Balaban                       | Bắn súng                      |                                              |
| Madagascar           | Harinelina Rakotondramanana        | Đấu kiếm                      |                                              |
| Malaysia             | Benjamin Khor                      | Bắn súng                      |                                              |
| Mauritius            | Henry Fenouillot de Falbaire       | Bơi                           |                                              |
| México               | Andrea Probert Avila               | Bóng đá, Ba môn phối hợp      |                                              |
| Moldova              | Ana Maria Stratu                   | Karate                        |                                              |
| Mông Cổ              | Tugsbayar Gansukh                  | Cử tạ                         |                                              |
| Maroc                | Ahmed Hamza Chraibi                | Quần vợt                      | Chủ tịch và Sáng lập viên Arab Excellence    |
| Namibia              | Lurdi Aron                         | Bóng rổ, Quần vợt             |                                              |
| Hà Lan               | Joyce Seesing                      | Xe đạp BMX                    |                                              |
| New Zealand          | Renee Hannah                       | Trượt ván nước                |                                              |
| Na Uy                | Torgrim Sommerfeldt                | Bóng rổ                       |                                              |
| Pakistan             | Mahnoor Maqsood                    | Bơi                           |                                              |
| Papua New Guinea     | Hannah Ilave                       | Bơi, Ba môn phối hợp          |                                              |
| Paraguay             | Carlos Caballero Gomez             | Bóng quần                     |                                              |
| Perú                 | Aleiandro Quinones                 | Canoeing                      |                                              |
| Philippines          | Nadine Gutierrez                   | Bóng đá, Muay-Thai, Bơi       | Chuyên gia NOC                               |
| Ba Lan               | Monika Hojnisz                     | Hai môn phối hợp              |                                              |
| Bồ Đào Nha           | Mariana Catarino                   | Bơi                           |                                              |
| Puerto Rico          | Betsmara Cruz                      | Bơi                           | Huấn luyện viên                              |
| Qatar                | Hannah Al-Bader                    | Bóng ném                      |                                              |
| România              | Emil Imre                          | Trượt băng tốc độ cự li ngắn  |                                              |
| Nga                  | Olga Ponomar                       |                               | Phóng viên thể thao                          |
| Saint Lucia          | Fredric Sweeney                    | Thuyền buồm                   | Huấn luyện viên                              |
| Sénégal              | Youssouph Ndao                     | Đấu kiếm                      |                                              |
| Serbia               | Aleksandra Kebic                   | Bóng ném                      | Nhân viên NOC                                |
| Singapore            | Rui Qi Low                         | Thuyền buồm                   |                                              |
| Slovakia             | Monika Fasungova                   | Cầu lông                      | Vận động viên Olympic 2012                   |
| Slovenia             | Vanja Mesec                        | Bóng ném                      |                                              |
| Nam Phi              | Reabetewe Mpete                    | Khúc côn cầu trên cỏ          |                                              |
| Sri Lanka            | Ishika de Silva                    | Rowing                        |                                              |
| Thụy Điển            | Frida Nevalainen                   | Khúc côn cầu trên băng        | Vận động viên Olympic 2006, 2010             |
| Thụy Sĩ              | Lisa Gisler                        | Bi đá trên băng               | Vận động viên Olympic trẻ 2010               |
| Sudan                | Alaa Muntasir                      | Cưỡi ngựa                     |                                              |
| Tajikistan           | Negmatullo Rajabaliyev             | Quần vợt                      | Huấn luyện viên                              |
| Thái Lan             | Apisada Kusolsilp                  |                               | Nhân viên Bộ thể thao Thái Lan               |
| Trinidad và Tobago   | Jeannette Small                    | Cầu lông                      | Huấn luyện viên và Nhân viên NOC             |
| Tunisia              | Marwen Chaieb                      | Rugby                         | Huấn luyện viên                              |
| Thổ Nhĩ Kỳ           | Giray Cavdar                       | Quần vợt                      | Huấn luyện viên                              |
| Uganda               | Shamim Bangi                       | Cầu lông                      |                                              |
| Ukraina              | Oleksandr Usyk                     | Quyền Anh                     | Vận động viên Olympic 2008, 2012             |
| Hoa Kỳ               | Jessica Luscinski                  | Bóng đá                       | Huấn luyện viên và Nhân viên NOC             |
| Quần đảo Virgin (Mỹ) | Jemille Vialet                     | Bơi                           |                                              |
| Uzbekistan           | Rashid Burnashev                   | Điền kinh                     |                                              |
| Việt Nam             | Nguyễn Văn Hào                     | Điền kinh                     |                                              |
| Yemen                | Omar Al-Mogahed                    | Bóng rổ, Bóng đá, Bóng bàn    | Đại biểu trẻ Yemen tại LHQ                   |
| Zambia               | Samantha Miyanda                   | Bóng đá                       |                                              |
| Zimbabwe             | Rukudzo Gona                       | Bóng rổ, Bóng đá, Rugby       |                                              |

### Nhà báo trẻ
Có 30 nhà báo được thông báo là thành viên của chương trình Nhà bóa trẻ. Các nhà báo tuổi từ 18 đến 24 được lựa chọn bởi Hiệp hội các Ủy ban Olympic quốc gia châu lục (ANOC). Có 4 nhà báo đại diện cho mỗi châu lục, 8 từ Trung Quốc và 1 từ các đại hội tiếp theo Thế vận hội Trẻ Mùa đông và Mùa hè.
Như một sáng kiến để khuyến khích mọi người trên toàn thế giới tham gia của tinh thần Thế vận hội Trẻ chương trình này cung cấp cho các phóng viên trẻ một chương trình đào tạo qua nhiều nền tảng nền tảng và cơ hội về kinh nghiệm qua quá trình làm việc tại Thế vận hội Trẻ. Các nhà báo sẽ có thể làm việc với các chuyên gia có trình độ cao và nổi tiếng trong các lĩnh vực phát thanh, báo in, phương tiện truyền thông xã hội và nhiếp ảnh.
| Khu vực           | Tên                    | NOC              |
| ----------------- | ---------------------- | ---------------- |
| châu Phi          | Yasmine Torche         | Algérie          |
| châu Phi          | Mario Lovemore         | Botswana         |
| châu Phi          | Stella Annan           | Ghana            |
| châu Phi          | Zaki Saaed             | Sudan            |
| châu Mỹ           | Maria Carolina Cabella | Argentina        |
| châu Mỹ           | Diego Melendreras      | Guatemala        |
| châu Mỹ           | Ricardo Chambers       | Jamaica          |
| châu Mỹ           | Emily Bayci            | Hoa Kỳ           |
| châu Á            | Pallavi Prasad         | Ấn Độ            |
| châu Á            | Ruslan Medelbek        | Kazakhstan       |
| châu Á            | Christel El Saneh      | Liban            |
| châu Á            | David Lozada           | Philippines      |
| châu Âu           | Palina Ihnatsenka      | Belarus          |
| châu Âu           | Ivan Boyanov           | Bulgaria         |
| châu Âu           | Tomas Pavlicek         | Séc              |
| châu Âu           | Emilie Fekene          | Na Uy            |
| châu Đại Dương    | Te-Riu Artui           | Quần đảo Cook    |
| châu Đại Dương    | Jerick Sablan          | Guam             |
| châu Đại Dương    | Ashlee Tulloch         | New Zealand      |
| châu Đại Dương    | Ernest Ta'asi          | Quần đảo Solomon |
| Trung Quốc        | Chen Changjie          | Trung Quốc       |
| Trung Quốc        | Liao Jingjing          | Trung Quốc       |
| Trung Quốc        | Liu Meiying            | Trung Quốc       |
| Trung Quốc        | Wang Yang              | Trung Quốc       |
| Trung Quốc        | Yang He                | Trung Quốc       |
| Trung Quốc        | You Ziyu               | Trung Quốc       |
| Trung Quốc        | Zhu He                 | Trung Quốc       |
| Trung Quốc        | Zhu Mandan             | Trung Quốc       |
| Lillehammer 2016  | Vegard Skorpen         | Na Uy            |
| Buenos Aires 2018 | Hernán Goldzycher      | Argentina        |

## Cách ly và loại bỏ các vận động viên Nigeria tại Đại hội
Sau khi bùng phát dịch bệnh Ebola tại châu Phi năm 2014, các quan chức Trung Quốc kiểm dịch và cách ly tất cả các vận động viên người Nigeria tại mọi địa điểm thi đấu mặc dù tất cả đều âm tính với Ebola tới trước đại hội. Ủy ban Olympic Nigeria đã phản ứng với sự phân biệt bằng việc rút tất cả các vận động viên về nước.